# IC 4044
IC 4044 је лентикуларна галаксија у сазвјежђу Береникина коса која се налази на листи објеката дубоког неба у Индекс каталогу.
Деклинација објекта је + 27° 55' 18" а ректасцензија 13h 0m 47,5s. Привидна величина (магнитуда) објекта IC 4044 износи 15,4 а фотографска магнитуда 16,3. IC 4044 је још познат и под ознакама RB 119, DRCG 27-117, PGC 44821.